# Dicranota sanctaeluciae
Dicranota (Rhaphidolabis) sanctaeluciae là một loài ruồi trong họ Pediciidae. Chúng phân bố ở vùng sinh thái Nearctic.